# Osceola Magic
Die Osceola Magic ist ein US-amerikanisches Basketball-Franchise, das in Kissimmee, Florida beheimatet ist und seit 2008 in der NBA G-League spielt. Das „Magic“ kommt von den Besitzern, den Orlando Magic aus der National Basketball Association (NBA). 
Bisher war die Magic das Farmteam der Cleveland Cavaliers (2008–2011); der Philadelphia 76ers (2008–2009); der Toronto Raptors (2009–2011) und der New York Knicks (2011–2014). Als Farmteam der Orlando Magic zogen die BayHawks 2017 nach Florida und benannten sich um. 
Ein neu gegründetes Farmteam der Atlanta Hawks zog von 2017 bis 2019 nach Erie, um den Namen der Erie BayHawks vorübergehend anzunehmen. Nach dem Weggang dieses Franchises nach College Park, Georgia als College Park Skyhawks taten die New Orleans Pelicans dasselbe. Langfristig will die Pelicans-Organisation dieses momentan BayHawks genannte Farmteam ab 2021/22 als Birmingham Squadron in Birmingham, Alabama ansiedeln.
Bisher stand die Magic vier Mal in den NBA G-League-Playoffs: 2008, 2010, 2011 und 2012.
Der MVP 2011 und 2012 der deutschen Basketball-Bundesliga John Bryant war in den Jahren 2009–2010 Mitglied der Erie BayHawks.